# 소월시문학상
소월시문학상(素月詩文學賞)은 1986년, 소월 김정식의 시정신을 기리고 계승하기 위해 대한민국의 출판사인 문학사상사가 제정한 문학상이다.
| 수상년도    | 수상작                      | 저자   |
| ----------- | --------------------------- | ------ |
| 1986년 1회  | 〈그릇 1〉                  | 오세영 |
| 1987년 2회  | 〈우리 나라의 숲과 새들〉   | 송수권 |
| 1988년 3회  | 〈임진강에서〉              | 정호승 |
| 1989년 4회  | 〈숨길 수 없는 노래〉       | 이성복 |
| 1990년 5회  | 〈떠도는 환유〉             | 김승희 |
| 1991년 6회  | 〈산정묘지〉                | 조정권 |
| 1992년 7회  | 〈화엄에 오르다〉           | 김명인 |
| 1993년 8회  | 〈뼈아픈 후회〉             | 황지우 |
| 1994년 9회  | 〈고도(孤島)를 위하여〉     | 임영조 |
| 1995년 10회 | 〈단추를 채우면서〉         | 천양희 |
| 1996년 11회 | 〈키 큰 남자를 보면〉       | 문정희 |
| 1997년 12회 | 〈사람들은 왜 모를까〉      | 김용택 |
| 1998년 13회 | 〈고래를 기다리며〉         | 안도현 |
| 1999년 14회 | 〈사랑으로 나는〉           | 김정란 |
| 2000년 15회 | 〈잘 익은 사과〉            | 김혜순 |
| 2001년 16회 | 〈백련사 동백숲길에서〉     | 고재종 |
| 2002년 17회 | 〈지구의 가을〉             | 이문재 |
| 2003년 18회 | 〈둥근, 어머니의 두레밥상〉 | 정일근 |
| 2004년 19회 | 〈아무르 강가에서〉         | 박정대 |
| 2005년 20회 | 〈시간의 동공〉             | 박주택 |
| 2006년 21회 | 〈그맘때에는〉              | 문태준 |
| 2007년 22회 | 〈섶섬이 보이는 방〉        | 나희덕 |
| 2008년 23회 | 〈크나큰 잠〉               | 정끝별 |
| 2009년 24회 | 〈가슴의 환한 고동 외에는〉 | 박형준 |
| 2010년 25회 | 〈공중〉                    | 송재학 |
| 2011년 26회 | 〈복사꽃 아래 천년〉        | 배한봉 |
| 2012년 27회 | 〈길 위의 식사〉            | 이재무 |
| 2013년 28회 | 〈북천 까마귀〉             | 유홍준 |

## 참조
1. ↑  시인 오세영 소월시문학상 수장자로 《경향신문》1986년 12월 22일 작성.